# Addiator
De Addiator is een mechanisch handapparaat uit de twintigste eeuw voor optellen en aftrekken. Een voorloper dateert van 1889. Varianten van de eigenlijke Addiator werden verkocht van 1920 tot 1982. Het apparaat is ontworpen door Addiator Gesellschaft.
De variant die hier als voorbeeld beschreven wordt, is de Arithma, het heeft zes decimale posities. Hoewel dit verder niet uitmaakt suggereert de vormgeving dat het gaat om vier cijfers vóór de komma en twee erna, wat bijvoorbeeld gebruikt kan worden bij het op de cent nauwkeurig rekenen met geldbedragen tot 10.000 eenheden; hier wordt in de beschrijving verder van uitgegaan.
Het apparaat heeft per decimale positie een verticale metalen strook die verticaal kan schuiven, met twaalf standen, overeenkomend met 0 t/m 9, en een positie vóór de 0 (de fysiek hoogste stand van de strook, die we hier aanduiden als de stand -1) aangegeven met een pijtje naar beneden, en met een positie na de 9 (de fysiek laagste stand van de strook, die we hier aanduiden als de stand 10) met een pijltje naar boven. Per positie wordt het betreffende cijfer of pijltje achter een rond venstergat in de behuizing getoond; deze tekens staan op de rechterzijde van de metalen strook. De linkerzijde van de strook bevat, voor zover relevant voor optellen, 21 inkepingen, waarvan in elke stand 10 zichtbaar zijn door een verticale sleuf in de behuizing, met daarnaast van onder tot boven op de behuizing de cijfers 0 t/m 9. De onderste elf gaten hebben een zilverkleurige achtergrond, de bovenste tien een rode. Wanneer bijvoorbeeld 60 wordt opgeteld bij het getal dat er al staat wordt om te beginnen de stift geplaatst in het gat naast de 6 in de tientallenkolom. Er kunnen hier twee gevallen onderscheiden worden:
- als de strook ter plaatse zilverkleurig is (dit is het geval bij de posities -1 t/m 3 van de tientallen) wordt de stift zover mogelijk naar onder bewogen; hierbij verschuift de strook 6 posities waardoor het betreffende cijfer 6 hoger wordt.
- als de strook ter plaatse rood is (dit is het geval bij de posities 4 t/m 10 van de tientallen) wordt de stift tot aan het boveneinde bewogen, 4 posities hoger, waarna de stift linksom geleid wordt en de strook links ernaast, van de honderdtallen, 1 omlaag schuift.

Het optellen van bijvoorbeeld 68,30 komt neer op het optellen van 0,30, 8 en 60 (in verband met het onderstaande bij voorkeur in die volgorde).
Bij het overdragen van tien eenheden in een bepaalde decimale positie naar één eenheid in de positie links daarvan kan het gebeuren dat in de laatstgenoemde decimale positie de stand 9 was, en dus 10 wordt. Dit wordt vanzelf hersteld wanneer als onderdeel van de optelling vervolgens deze decimale positie wordt behandeld. De enige bijzonderheid is dat men hier altijd de optelhandeling moet verrichten, ook bij een 0 binnen het getal, en bij een impliciete 0 links van het getal. Als in de decimale positie nog weer links hiervan ook een 9 staat, en nu dus 10 (zoals gezegd, aangegeven door een pijltje omhoog), moet men daar ook nog "0 optellen", enzovoort.
Als men bijvoorbeeld begint met het getal 1993,97 en daar 6,05 bij optelt (van rechts naar links uitgevoerd) dan moet men in de tweede decimale positie van rechts expliciet "0 optellen"; dit blijkt uit het pijltje naar boven, en uit het feit dat zelfs bij de 0 de achtergrond rood is. Na het behandelen van de eenheden ziet men op dezelfde wijze dat men nog niet klaar is maar nog bij de tientallen "0 moet optellen". Vervolgens ziet men dat men nóg niet klaar is maar ook nog bij de honderdtallen "0 moet optellen". Door van rechts naar links te werken hoeft men nooit binnen één optelling van twee getallen terug te keren naar een al behandelde decimale positie.
Voor aftrekken worden dezelfde metalen stroken gebruikt en hetzelfde "display" voor het resultaat, maar er zijn aparte sleuven, met ernaast op de behuizing weer de cijfers 0 tot en met 9, maar nu van boven naar beneden. Bij een zilverkleurige achtergrond beweegt men de stift omhoog waardoor het cijfer lager wordt, bij een rode achtergrond naar beneden waardoor het cijfer hoger wordt, waarna men in een boog wordt geleid zodat de strook links naast de behandelde strook één positie omhoog wordt geschoven, waardoor daar het cijfer met 1 verminderd wordt. Als het cijfer 0 is wordt het -1, aangegeven door een pijltje naar beneden. Dit komt vanzelf goed bij het behandelen van die decimale positie, net als bij optellen.

## Bereik
Er is geen voorziening voor negatieve getallen, het bereik is van 0,00 tot en met 9999,99.
Als bij een optelling bij de behandeling van de duizendtallen de achtergrond rood is, dan kan men wel omhoog maar er is geen bocht om om te gaan. Als men dit doet werden de duizendtallen correct weergegeven, maar werd de term 10.000 genegeerd.
Als bij een aftrekking bij de behandeling van de duizendtallen de achtergrond rood is dan kan men wel omlaag maar er is weer geen bocht om om te gaan. Als men dit doet worden de duizendtallen correct weergegeven, maar wordt de term -10.000 genegeerd; bij de aftrekking 3,00 - 5,00 zou men zo bijvoorbeeld 9.998,00 krijgen.

## Wissen
Men kan met één handeling alle cijfers tegelijk op 0 zetten, behalve op de decimale posities met een pijltje naar beneden (-1), deze moeten apart met de stift verschoven worden.
Zolang men het getal niet wist blijft het getal (de stand van de stroken) door wrijving behouden, ook als men het apparaat opbergt. Het is dus een "niet-vluchtig geheugen".

## Varianten
Er zijn varianten zoals voor het rekenen met hexadecimale getallen, met uren of graden, minuten en seconden, en met ponden, shillings en pence.